# KNM-ER 732
KNM-ER 732, o KNM-ER 732 A, es el nombre de catálogo de un cráneo parcial fósil de Paranthropus boisei, de una antigüedad de 1,7 millones de años (dentro del Calabriense) hallado por Harrison Mutua en 1970 en la formación Koobi Fora, Kenia, anunciado en 1971 por R. Leakey y descrito en 1972 por él mismo y otros.
Las iniciales KNM del nombre corresponden a Kenya National Museum (ahora conocido como National Museums of Kenya) y ER al yacimiento paleontológico del este del lago Turkana, East [lago] Rudolf (antiguo nombre del lago Turkana).

## Taxonomía y descripción
Leakey atribuyó a KNM-ER 732, originalmente, a Australopithecus sp. indet., pero en 1973 se incluyó, definitivamente, en Austrolopithecus boisei, y definitivamente en Paranthropus boisei.
El fósil es un cráneo parcial que incluye la mayor parte del esqueleto facial derecho y partes del izquierdo, la parte parietal frontal de la calvaria, el hueso temporal derecho y otros fragmentos más pequeños. Pertenecen a una hembra adulta, debido al menor tamaño que otros fósiles de la especie, y con base en la creencia de un acusado dimorfismo sexual dentro del taxon. El cráneo solo conserva una pieza dental con corona, que también encaja dentro de la especie.